# Marshallkreek
Marchallkreek é um dos seis subúrbios, ou em holandês ressort, que divide o distrito de Brokopondo no Suriname.
Em 2004, Marchallkreek, segundo dados do Bureau Central de Assuntos Civis tinha 1,001 habitantes.